# Popovův ostrov
Ostrov Popova (rusky Остров Попова) se rozkládá v Japonském moři v zálivu Petra Velikého. Jméno nese po ruském admirálovi Andreji Alexandroviči Popovovi.